# 米哈乌·尤雷茨基
米哈乌·尤雷茨基（波蘭語：Michał Jurecki，1984年10月27日—），波兰男子手球运动员。他曾代表波兰参加2008年和2016年夏季奥林匹克运动会手球比赛，分别获得第五名和第四名。

## 家庭
哥哥巴尔托什·尤雷茨基。